# Battaglia decisiva a Neo Tokyo-3
Battaglia decisiva a Neo Tokyo-3 (決戦、第三新東京市?, Kessen, Daisan Shin Tokyo-shi, lett. "Battaglia decisiva, Neo Tokyo-3"), noto anche con il titolo inglese Rei II, è il sesto episodio della serie televisiva anime Neon Genesis Evangelion, prodotta dallo studio Gainax e diretta da Hideaki Anno.
Andato in onda sul canale TV Tokyo l'8 novembre 1995, esso venne sceneggiato da Akio Satsukawa e Hideaki Anno e diretto da Hiroyuki Ishido. La storia, ambientata a distanza di quindici anni da una catastrofe planetaria nota come Second Impact, ha per protagonista Shinji Ikari, un ragazzo che giunge nella futuristica città di Neo Tokyo-3 sotto richiesta del padre, Gendō Ikari, capo dell'agenzia speciale Nerv, per guidare un mecha gigante denominato Eva e combattere in questo modo assieme ad altri piloti dei misteriosi esseri chiamati angeli. Durante l'episodio Shinji viene incaricato di distruggere il quinto angelo, Ramiel, il quale si dimostra capace di annientare qualsiasi nemico nelle sue vicinanze. Per farlo la Nerv elabora una strategia chiamata Operazione Yashima, la quale prevede che Shinji debba usare un cannone speciale a particelle accelerate e sparare a Ramiel a distanza grazie all'energia elettrica dell'intero arcipelago giapponese. Ad aiutarlo viene posta Rei Ayanami, altra pilota che riserva un atteggiamento laconico e freddo nei suoi riguardi.
La produzione del sesto episodio avvenne in contemporanea con quello precedente, Rei, al di là del suo cuore, ma prima di quella del terzo e del quarto. La scena finale, in cui Rei sorride a Shinji e sembra riuscire a comprendere le emozioni del compagno, è stata descritta dal personale della serie e dai critici come la conclusione spirituale di Evangelion e la fine del percorso evolutivo del personaggio. Durante la sua prima messa in onda Battaglia decisiva a Neo Tokyo-3 ha registrato un indice di ascolto nazionale del 7,7% sulla televisione giapponese ed è stato accolto positivamente dalla critica, la quale ha elogiato il ritmo della narrazione, l'evoluzione del rapporto fra Rei e Shinji e il realismo tattico dell'Operazione Yashima. La stessa Operazione Yashima è entrata nella cultura popolare giapponese, venendo citata in altre serie nipponiche e ispirando delle equivalenti operazioni anche nel mondo reale.

## Trama

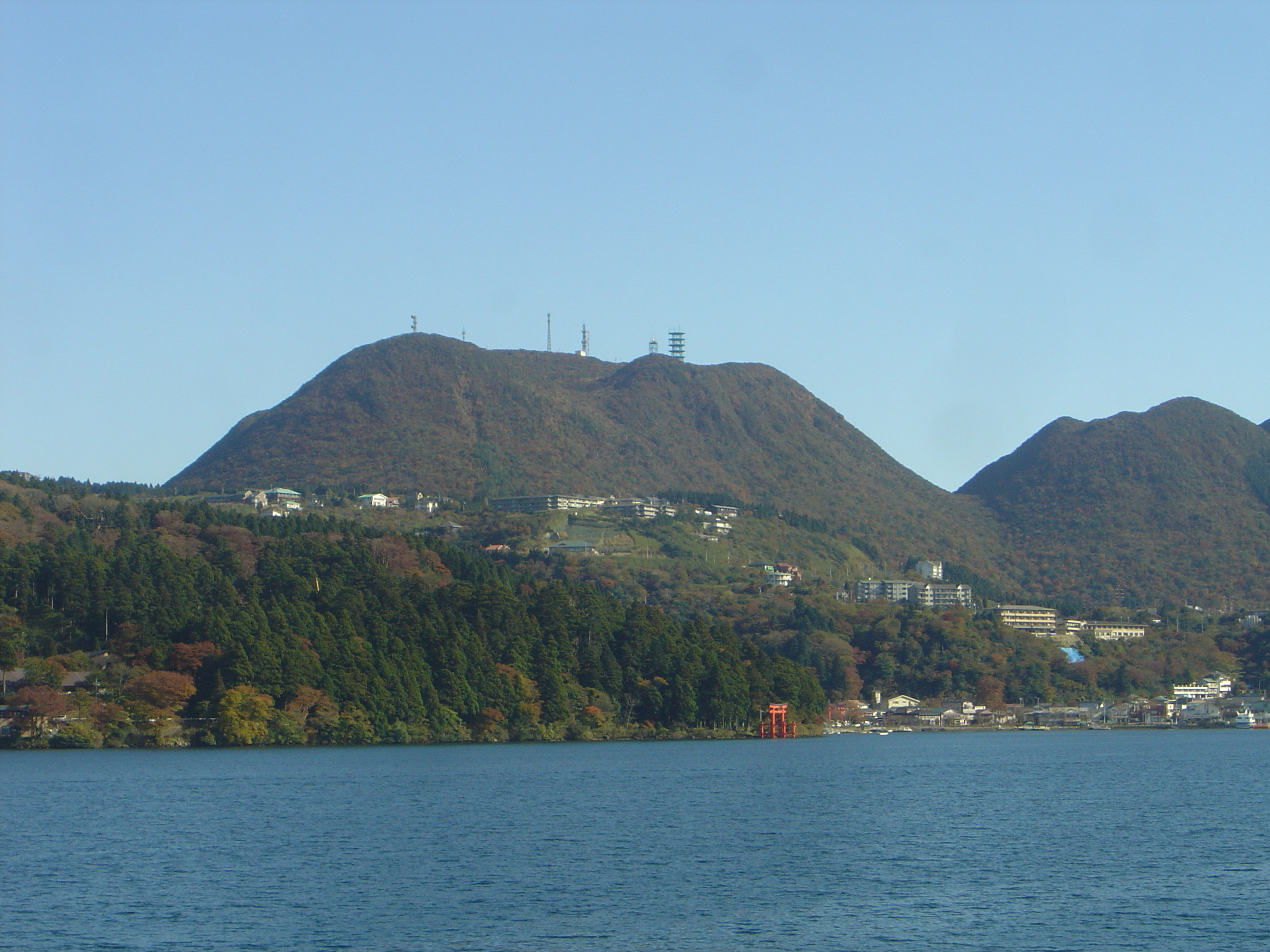
Foto del monte Futago, sul quale l'Eva-01 di Shinji spara al quinto angelo

Shinji Ikari, pilota di un mecha gigante chiamato Evangelion 01, viene attaccato e quasi ucciso da Ramiel, il quinto di una serie di nemici del genere umano chiamati angeli. La sua unità Evangelion viene recuperata appena in tempo, e Shinji viene salvato e ricoverato in ospedale. L'angelo intanto si posa poi sulla sede dell'agenzia speciale Nerv e inizia a perforare il terreno per raggiungerla, distruggendo ogni nemico che si avvicina nelle vicinanze con un cannone a particelle accelerate. Misato Katsuragi, maggiore del reparto strategico della Nerv, elabora un piano denominato Operazione Yashima per tentare di sconfiggere il nemico, il quale prevede di distruggere Ramiel con un fucile a positroni sparando appena fuori dalla portata di tiro di Ramiel. Per il piano il fucile deve essere in grado di sopportare un'elevata quantità di energia elettrica in grado di abbattere l'angelo, pari a quella dell'intero arcipelago giapponese.
Mentre inizia il conto alla rovescia per lo sparo Ramiel spara improvvisamente un raggio contro l'Eva-01, mentre questa spara a sua volta un colpo del fucile a positroni contro di lui, senza che nessuno dei due riesca ad annientare l'altro. Ramiel si prepara poi per un secondo attacco. Rei Ayanami a bordo della propria unità Evangelion 00 interviene e protegge l'Unità-01 dal raggio di Ramiel, subendo gravi danni nel processo. Shinji spara il secondo colpo, il quale trafigge l'angelo e lo abbatte definitivamente. Shinji espelle con forza l'abitacolo dell'Unità 00 e apre il portello per accettarsi delle condizioni di Ayanami. Rei è salva e illesa. Shinji, commosso, piange, e Rei dice di non sapere cosa fare in momenti del genere; Shinji le consiglia di sorridere, e Rei sorride.

## Produzione

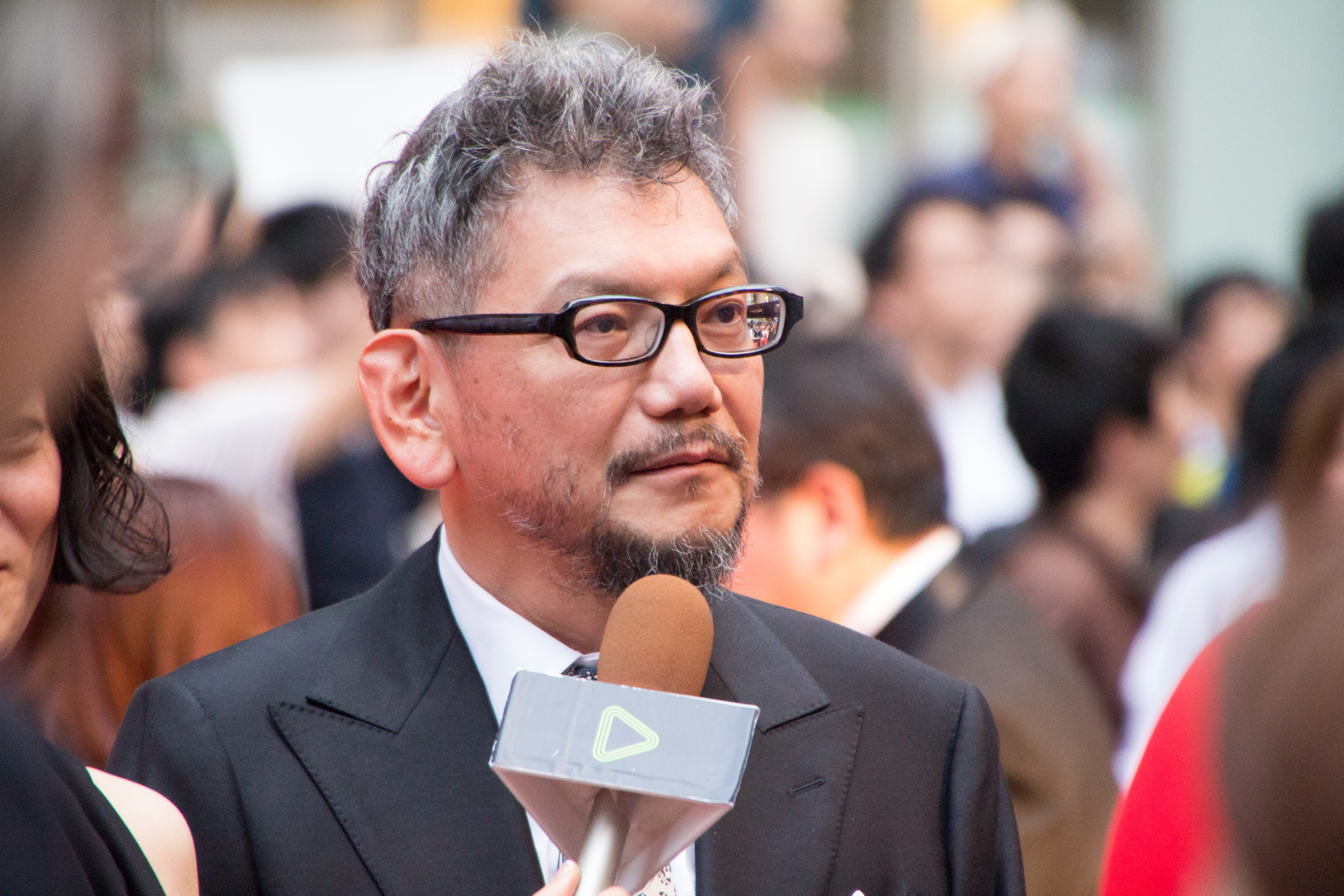
Hideaki Anno, regista e sceneggiatore di Neon Genesis Evangelion

Nel 1993 la Gainax produsse un documento di presentazione di Neon Genesis Evangelion intitolato Kikakusho (企画書? lett. "Proposta"). Nel documento venne già inserita la trama di base del sesto episodio, assieme al relativo titolo in giapponese. Negli intenti originali degli autori inoltre nel corso dell'episodio sarebbe dovuta avvenire la «vendetta dell'Evangelion». Hideaki Anno, regista e principale sceneggiatore della serie, scrisse Battaglia decisiva a Neo Tokyo-3 a quattro mani con Akio Satsukawa, mentre Masayuki si occupò degli storyboard. Hiroyuki Ishido svolse il ruolo di regista dell'episodio, Nobuhiro Hosoi quello di capo animazione, mentre Rei Yumeno si occupò invece del character design.
Anno si sentì completamente bloccato dopo aver scritto la sceneggiatura per il primo episodio della serie, L'attacco dell'angelo. Per scriverlo egli ci mise circa sei mesi di tempo, e sentendosi spossato decise di occuparsi direttamente di Rei, al di là del suo cuore e Battaglia decisiva a Neo Tokyo-3, rispettivamente quinto e sesto episodio, saltando dunque il lavoro sul terzo e sul quarto. Per questioni di produzione il doppiaggio seguì lo stesso ordine. Egli incontrò delle difficoltà nello scrivere qualcosa sul personaggio di Rei, non sentendosi particolarmente interessato o affine a lei. Nonostante questo egli fece confluire nel personaggio un lato nascosto e profondo della propria psiche, concependola dunque come una rappresentazione del proprio inconscio personale. Alla fine della puntata inoltre inserì una scena in cui questa sorride a Shinji; nonostante la sua scelta in un secondo momento il regista si pentì di aver inserito una sequenza simile così presto all'interno della serie, visto che Shinji e Rei riescono già a superare le proprie barriere comunicative e ad avere un contatto emotivo. Quando sorrise, secondo Anno, il personaggio di Rei raggiunse il proprio termine.
Battaglia decisiva a Neo Tokyo-3 fu il primo episodio in cui il personale rappresentò due unità Evangelion in battaglia. Per poter risparmiare il più possibile in fatto di animazione gli Evangelion furono rappresentati in maniera statica; l'Eva-00 usa un semplice scudo in battaglia, senza grandi movimenti, mentre l'Evangelion-01 viene rappresentato steso a terra immobile mentre cerca di colpire Ramiel. Anche il design di quest'ultimo venne concepito in modo da poter salvare risorse produttive. Mentre Sachiel, l'angelo che compare nei primi due episodi della serie, ha una forma approssimativamente antropomorfa, Ramiel ha un design completamente astratto e geometrico, dal momento che il personale non aveva risorse sufficienti per poter animare un nemico dall'aspetto più complesso. Inoltre, secondo Kazuya Tsurumaki, assistente alla regia della serie, «tutto quello che venne dopo lo storyboard venne fatto da una compagnia esterna», e la Gainax non ebbe controllo sul processo produttivo da quel punto in avanti.
Nel corso dell'episodio il personale fece uso di alcune scritte in sovrimpressione per dare l'idea di un documentario, una tecnica precedentemente utilizzata da Hideaki Anno per la serie Punta al Top! Gunbuster. In Battaglia decisiva a Neo Tokyo-3 si decise inoltre di rappresentare dei posti realmente esistenti durante l'Operazione Yashima, come il monte Futago, Ube e Mitaka, rispettivamente luogo di nascita di Anno e sede della Gainax. Nel corso della battaglia venne inserita una scena di una veduta aerea dell'arcipelago giapponese, e per l'occasione venne disegnata una mappa del Giappone con alcune differenze rispetto a quella reale. Nel mondo di Evangelion il Second Impact ha sciolto l'Antartide e alzato il livello delle acque, dunque le isole più piccole dell'arcipelago giapponese sono difficili da rintracciare nella mappa, mentre le maggiori isole del Paese, Honshū, Hokkaidō, Shikoku e Kyūshū, hanno delle forme differenti. Megumi Hayashibara, voce giapponese di Rei, interpretò anche una operatrice non identificata deputata a dare annunci in tempo reale nel corso dell'Operazione Yashima; i suoi colleghi Tetsuya Iwanaga e Tomokazu Seki diedero voce ad altri operatori non identificati della Nerv, mentre Yūko Miyamura interpretò un'altra annunciatrice. Hayashibara cantò inoltre una propria interpretazione di Fly Me to the Moon poi usata come sigla di chiusura dell'episodio.

## Riferimenti culturali
Secondo Yūichirō Oguro, curatore di alcuni contenuti extra presenti nelle edizioni home video giapponesi della serie, il titolo dell'episodio potrebbe costituire un riferimento al sesto episodio della serie tokusatsu Kaettekita Ultraman, Battaglia decisiva! Mostri contro MAT (決戦! 怪獣対マット?, Kessen! Kaijū tai Matto). Anche Battaglia decisiva! Mostri contro MAT contiene una operazione su larga scala. Oguro ha inoltre notato come nel corso dell'episodio la Nerv faccia uso del nastro telegrafico; un espediente simile è stato usato da Anno in Gunbuster e Nadia - Il mistero della pietra azzurra, ed è stato paragonato da Oguro alle opere del regista Kihachi Okamoto, autore particolarmente apprezzato e influente per Anno. Secondo i critici d'animazione inoltre l'aspetto di Ramiel potrebbe essere ispirato a un nemico comparso in Ryo, un ragazzo contro un impero e alcune forme geometriche astratte visibili nella scena finale di 2001: Odissea nello spazio.
Il nome dell'Operazione Yashima trae origine dalla battaglia di Yashima, combattuta nel primo anno dell'era Bunji, cioè il 1185, nel corso della guerra Genpei. Secondo la leggenda il samurai Nasu no Yoichi in sella al suo cavallo scoccò una freccia tra le acque e centrò il ventaglio rosso del suo nemico Tamamushi, risolvendo così lo scontro in proprio favore. Il nome costituisce un riferimento al fatto che Ramiel deve essere centrato e battuto da un preciso colpo scoccato da una postazione situata al di là delle acque del lago Ashino. Una diversa scrittura del termine yashima (八島?) è traducibile in "otto paesi", un antico epiteto del Giappone, riferimento all'energia elettrica del fucile dell'Eva-01. Questa denominazione è il frutto di una precisa richiesta del regista Anno, che durante la produzione chiese di inserire qualcosa di legato al nome Yashima.
In Battaglia decisiva a Neo Tokyo-3 vengono menzionati e usati diversi concetti scientifici. Durante l'Operazione Yashima, ad esempio, l'Eva-01 usa il Positron Sniper Rifle, il quale trae il suo potere di fuoco dall'accelerazione dei positroni, generando così un potente fascio di fotoni. Il Magi System, un supercomputer composto da tre unità indipendenti che governa la Nerv e la città di Tokyo-3, viene menzionato per la prima volta nel corso dell'episodio. Il Magi System è un sistema democratico e razionale paragonabile al concetto scientifico di intelligenza artificiale. Il suo nome trae origine dai re Magi venuti dall'Oriente menzionati nel Vangelo secondo Matteo, tradizionalmente chiamati Melchiorre, Gaspare e Baldassarre. Come i tre astrologi da cui prende il nome, il supercomputer è composto da tre calcolatori indipendenti che per risolvere qualsiasi tipo di problema si consultano e prendono una decisione a maggioranza assoluta.

## Tematiche
Il punto focale di Battaglia decisiva a Neo Tokyo-3 è costituito da Rei Ayanami. Kazuya Tsurumaki, assistente alla regia della serie, in un'intervista ha sottolineato come all'inizio ci sia una «comunicazione distante e impacciata» fra Shinji e Rei nei primi episodi della serie, descrivendo Evangelion come una «storia sulla comunicazione». In Rei, al di là del suo cuore e Battaglia decisiva a Neo Tokyo-3 Shinji cerca di entrare in contatto con Rei Ayanami, la quale però gli riserva un atteggiamento freddo e distaccato, come se non riuscisse a capire il senso delle azioni del ragazzo. Alla fine dell'episodio Shinji salva la collega in maniera simile a quanto fatto da suo padre in Rei, al di là del suo cuore; Shinji scoppia a piangere commosso, e Rei gli dice di non sapere che cosa fare in momenti come quello. Shinji le consiglia di sorridere; Rei sovrappone per un secondo le immagini dei visi di Shinji e di Gendō, sorridendo. Non è chiarò però se Rei sia riuscita a comprendere davvero o meno le emozioni del compagno, e la risposta viene lasciata alla sensibilità e all'interpretazione degli spettatori.
La scrittrice Dani Cavallaro ha descritto il sorriso di Rei come «un riso ambiguo alla Gioconda». Per il critico Manabu Tsuribe la scena segnerebbe il culmine della serie, nonché la sua fine: «Forse Neon Genesis Evangelion come storia della crescita e dell'indipendenza di un ragazzo termina qui, ed anche Evangelion come storia termina qui». Anche Masauki, altro assistente alla regia della serie, ha fornito un'interpretazione simile della sequenza.
La rivista Evangelion Chronicle ha notato come il realismo tattico dell'Operazione Yashima costituisse allora una eccezione per gli anime televisivi. La rivista ha collegato il realismo della strategia alla guerra del Golfo, le cui immagini ebbero all'epoca una vasta risonanza nei media mondiali e giapponesi; dopo il conflitto, a partire dagli anni novanta, si assisté dunque a una maggiore attenzione al realismo bellico delle battaglie nelle serie televisive.
Lo scrittore Dennis Redmond ha notato come Rei venga rappresentata con una gigantesca Luna piena alle spalle poco prima dell'Operazione Yashima. La scrittrice giapponese Yumito Yano ha sottolineato come la Luna sia un corpo celeste associato alla passività, la femminilità e il pallore, notando un'aura ieratica e irraggiungibile nel personaggio di Rei, da lei paragonato alla Vergine Maria. Yano ha inoltre associato la sua figura alle donne caste e fragili raffigurate nell'arte fin de siècle, particolarmente popolari fra le opere dei pittori Simbolisti. Redmond ha paragonato i paesaggi sociali e naturali mostrati in Evangelion, in particolare quelli di Battaglia decisiva a Neo Tokyo-3, a quelli del Giappone del dopoguerra. Per il critico giapponese Akio Nagatomi il comportamento di Ayanami rifletterebbe inoltre uno dei tratti tradizionali della società giapponese, il «complesso del martire», un peculiare atteggiamento per il quale una persona cerca in tutti i modi di svolgere il ruolo affibbiatogli senza curarsi di eventuali ripercussioni personali.

## Accoglienza

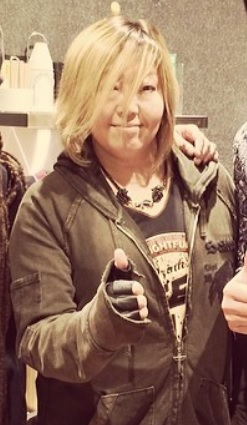
L'interpretazione di Megumi Ogata, voce originale di Shinji, è stata elogiata da Akio Nagatomi del sito The Anime Café

Battaglia decisiva a Neo Tokyo-3 fu trasmesso per la prima volta l'8 novembre 1995 e ottenne un indice di ascolto del 7,7% sulla televisione giapponese, il più alto mai registrato fino a quel momento per un episodio di Neon Genesis Evangelion. Dopo la trasmissione dell'episodio inoltre Evangelion e Rei Ayanami godettero di alte vendite nel mercato giapponese delle dōjinshi, dei fumetti apocrifi non autorizzati realizzati dagli appassionati per gli appassionati. Nel 1996 l'episodio si classificò al quarto posto fra i migliori episodi anime del momento nell'Anime Grand Prix, un grande sondaggio annuale condotto dalla rivista specializzata Animage. Nel febbraio 1996 la rivista Animedia classificò la scena del sorriso di Rei tra i momenti anime più memorabili del mese. TV Asahi pubblicò in seguito la classifica di un sondaggio sulle scene più rappresentative della storia dell'animazione; la scena in cui "Rei Ayanami sorride a Shinji per la prima volta" riuscì a raggiungere la quattordicesima posizione. Il sorriso di Rei comparve inoltre in un'altra classifica simile dell'emittente, aggiudicandosi il 45º posto.
L'episodio ricevette un'accoglienza positiva da parte dei critici e dei recensori. La rivista Newtype elogiò la scena in cui Rei saluta Shinji prima della battaglia contro l'angelo Ramiel, descrivendola come un momento «impressionante». Justin Wu di The Artifice lodò invece la scena del primo sorriso di Rei, descrivendola come un momento «potente» e «iconico». Il sito giapponese Merumo la definì invece una scena «toccante». Secondo lo scrittore Dennis Redmond il sorriso di Rei è uno dei tanti «momenti straordinari» della serie in cui «le battaglie impreziosiscono ad arte, anziché sovrastare, le sottili interazioni tra i personaggi». Anche la critica d'animazione Dani Cavallaro elogiò Anno e la sua capacità di mettere in primo piano le «delicate interazioni tra i personaggi»: «L'elemento d'azione, quindi, arricchisce indiscutibilmente ma non minaccia mai di asfissiare l'importanza affettiva degli eventi». Ramiel fu particolarmente ben accolto dagli appassionati, venendo considerato uno dei migliori nemici di Evangelion, mentre l'Operazione Yashima divenne uno degli scontri più apprezzati della serie. Nel luglio 2020 Comic Book Resources riportò una valutazione di 8,3 su 10 sull'Internet Movie Database per l'episodio, classificandolo al nono posto tra gli episodi di Evangelion con il più alto punteggio sulla piattaforma.
«Ogni volta che Evangelion utilizza l'idea del conto alla rovescia o degli scontri finali la tensione sale a livelli allucinanti. Battaglia decisiva a Neo Tokyo-3 utilizza questa idea alla massima potenza, facendoci credere che si tratta davvero di una situazione di vita o di morte. Questo episodio è ricco di azione e di dramma, ed è uno degli episodi più emozionanti della serie.»

— Max Covill di Film School Rejects
Anche Devin Meenan di Comic Book Resources elogiò la scena del sorriso di Rei, giudicandola «uno dei momenti più toccanti» di tutto Evangelion. Max Covill di Film School Rejects descrisse Battaglia decisiva a Neo Tokyo-3 come «uno degli episodi più emozionanti della serie», elogiando in particolar modo la resa grafica di un'inquadratura che ritrae le sagome scure di Misato, Shinji e Rei in controluce prima dell'inizio dell'Operazione Yashima. Akio Nagatomi di Animé Café lodò gli «interessanti» parallelismi fra Rei, al di là del suo cuore e Battaglia decisiva a Neo Tokyo-3, la recitazione delle doppiatrici Megumi Ogata e Kotono Mitsuishi, rispettivamente interpreti giapponesi di Shinji e di Misato, e la reazione di Rei nei confronti di Shinji. I siti Comic Book Resources e Screen Rant inserirono la battaglia contro Ramiel tra i migliori combattimenti di Neon Genesis Evangelion. Daniel Dockery di SyFy Wire definì l'Operazione Yashima uno dei momenti più fantastici dell'intera serie.
L'animatore Yūichirō Oguro espresse parole di elogio per il senso di romanticismo fantascientifico della scena in cui le luci del Giappone si spengono e l'arcipelago diventa completamente buio, mentre John Bernardy di 25 Years Later lodò la «semplice malinconia nell'arpeggio del pianoforte» udibile in sottofondo nella stessa sequenza. Dennis Redmond espresse parole di encomio per la scena e la «brillante sequenza di fotogrammi» mostrata durante la conversazione tra Shinji e Rei prima dell'inizio dell'Operazione Yashima, mentre Matthew Garcia di Multiversity Comics commentò positivamente l'uso dell'animazione tradizionale per la resa dello scontro contro Ramiel. Per Peter Tieryas, redattore di Kotaku, l'episodio «incarna tutto ciò che rende la serie così ipnotica»; Tieryas lodò inoltre l'elemento tattico della battaglia e il suo realismo.

## Eredità culturale
Nel corso degli anni la Gainax produsse diversi articoli di merchandise sull'episodio. Nel 1996 venne pubblicato un gioco di ruolo ispirato a Evangelion intitolato Shin Seiki Evangerion RPG Kessen, Daisan shin Tokyo-shi (新世紀エヴァンゲリオンRPG 決戦! 第3新東京市? lett. "Neon Genesis Evangelion RPG Battaglia decisiva a Neo Tokyo-3"). L'Operazione Yashima venne utilizzata e rappresentata anche nella pellicola Evangelion: 1.0 You Are (Not) Alone, e per un pachinko chiamato CR Shinseiki Evangelion: Saigo no shisha (ＣＲ新世紀エヴァンゲリオン ～最後のシ者～? lett. "CR Nuovo secolo Evangelion: L'ultimo messaggero sacrificale"), uscito in Giappone nell'aprile 2009. Essa ispirò anche altri articoli di merchandise ufficiale, tra cui modellini ferroviari, abbigliamento, portachiavi, action figure, tenugui, quaderni, sculture, prodotti culinari e orologi.

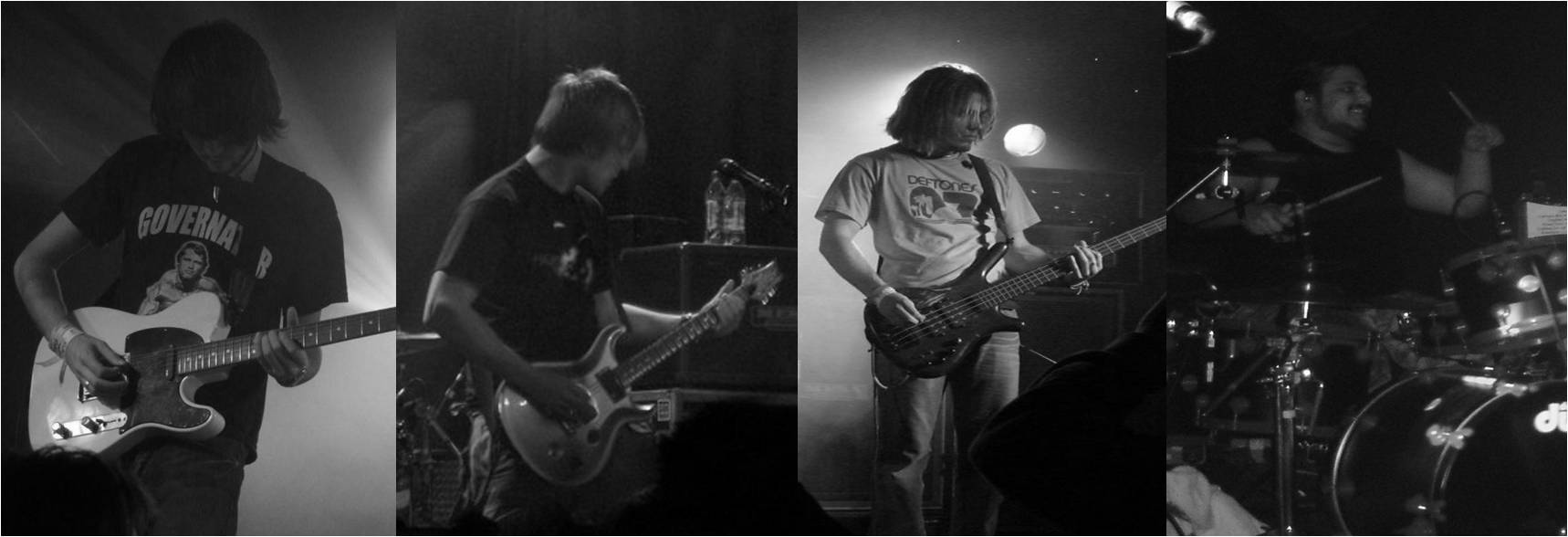
I membri del gruppo britannico Fightstar. Nella loro canzone Shinji Ikari è presente la frase "I grow old after one shot", interpretata dal sito giapponese Anibu come un possibile riferimento all'Operazione Yashima

Dopo il terremoto e maremoto del Tōhoku del 2011 la Tokyo Electric Power Company invitò i cittadini giapponesi a conservare l'elettricità e fu lanciata una campagna non ufficiale per conservare l'energia elettrica chiamata "Operazione Yashima" sul social network Twitter. L'hashtag #yashimasakusen110312 diventò immediatamente virale, mentre #84MA (pronunciato Yashima in giapponese) raggiunse cinquantamila tweet in due giorni. Secondo il libro The Anime Encyclopedia con la vera Operazione Yashima Evangelion entrò definitivamente a far parte del pubblico generale giapponese; i suoi scrittori Jonathan Clements e Helen McCarthy notarono come il franchise fosse probabilmente al massimo della popolarità in quel momento, perlomeno per quanto riguarda il ventunesimo secolo. Nel 2019 l'Operazione Yashima ispirò anche un'applicazione contro le catastrofi naturali uscita in seguito ai danni causati dal tifone Faxai, che durante l'anno colpì la regione del Kantō.
Nel 2020 venne annunciato un evento dedicato all'Operazione Yashima nella città di Hakone, zona in cui è fantasiosamente situata la fittizia città di Neo Tokyo-3; per l'occasione furono annunciati anche nuovi articoli di merchandise sulla serie. Durante l'evento, organizzato nelle due date dell'8 marzo e del 23 maggio, era prevista una esibizione di Zankoku na tenshi no these della cantante originale del pezzo, Yōko Takahashi; le date però slittarono a causa della pandemia di COVID-19. Nel 2021 la governatrice di Tokyo Yuriko Koike chiese di spegnere la maggior parte delle luci della città dopo le 8 di sera per scoraggiare le uscite notturne e combattere il diffondersi del COVID-19; i media associarono anche la sua richiesta all'Operazione Yashima, inaugurando un'altra tendenza di Twitter.
Il sito web Final Fantasy Dream paragonò il Sister Ray, un'arma presente nel videogioco Final Fantasy VII, al Positron Rifle usato da Shinji durante l'Operazione Yashima. Nell'anime Eureka Seven il protagonista maschile Renton Thurston cerca di far sorridere la coprotagonista femminile della serie, Eureka; la scrittrice Dani Cavallaro interpretò il suo desiderio come una rievocazione del sorriso di Rei presente alla fine di Battaglia decisiva a Neo Tokyo-3. Il gruppo britannico Fightstar pubblicò una canzone intitolata Shinji Ikari; il testo del brano contiene il verso "I grow old after one shot" (lett. ""Sono diventato adulto dopo un solo colpo""), interpretato dal sito giapponese Anibu come un possibile riferimento all'episodio. La squadra di baseball giapponese Hanshin Tigers utilizzò la colonna sonora Decisive Battle, udibile nel corso di Battaglia decisiva a Neo Tokyo-3, durante le proprie partite in onore dell'Operazione Yashima, una scelta che suscitò l'attenzione dei media giapponesi. La stessa colonna sonora venne utilizzata nel terzo episodio della serie televisiva giapponese Rikokatsu. La battuta «Tu non morirai, perché io ti proteggerò», pronunciata da Rei nel corso dell'episodio, venne inoltre omaggiata in un episodio di Nisemonogatari.